# Adoro te devote
Adoro te devote (łac. „Kłaniam Ci się nabożnie”) – jeden z łacińskich średniowiecznych hymnów eucharystycznych przypisywany św. Tomaszowi z Akwinu.
Tradycja przypisuje autorstwo Akwinacie. Teolog miał go napisać przed uroczystością Bożego Ciała 1264 na prośbę papieża Urbana IV. Pierwsze źródła pisane potwierdzające autorstwo Doktora anielskiego datowane są jednak na półwiecze po śmierci świętego.
Hymn został włączony do tekstu Mszału Rzymskiego papieża Piusa V opublikowanego 14 lipca 1570. Cytuje go również Katechizm Kościoła Katolickiego (hasło 1381). Hymn Adoro te devote śpiewany jest podczas adoracji eucharystycznych i podczas dziękczynienia po Komunii św. w czasie obrzędów mszy św.

## Polskie przekłady
Znanych jest kilka przekładów hymnu:
- Tłumaczenie o. Samuela Rajssa[4]
- Kłaniam się Tobie, Boże nieskończony zamieszczony w Zupełnym śpiewniku i książce do nabożeństwa z 1898 pod nr 304
- Kłaniam się Tobie, Boże nieskończony!, Zbiór Pieśni Nabożnych Katolickich do Użytku Kościelnego i Domowego, Pelplin 1871 (Chicago 1868) pod red. ks. Szczepana Kellera
- Padam przed Tobą, Boże utajony, z tego samego śpiewnika
- Zbliżam się w pokorze i niskości swej, zamieszczony w skarbcu Droga do Nieba, ks. L. Skowronka z 1924
- Kłaniam Ci się nabożnie Boże utajony, ze Śpiewnika wrocławskiego (drukiem Teodora Heneczki) z 1865
- Uwielbiam nabożnie, Jezu, bóstwo Twe

## Tekst łaciński
Adóro te devóte, látens Déitas,
Quæ sub his figúris, vere látitas:
Tibi se cor meum totum súbjicit,
Quia, te contémplans, totum déficit.
Visus, tactus, gustus, in te fállitur,
Sed audítu solo tuto créditur:
Credo quidquid díxit Dei Fílius;
Nil hoc verbo veritátis vérius.
In cruce latébat sola Déitas,
At hic látet simul et humánitas:
Ambo támen crédens átque cónfitens,
Peto quod petívit latro pœnitens.
Plagas, sicut Thomas, non intúeor,
Deum támen meum te confíteor.
Fac me tibi sémper mágis crédere,
In te spem habére, te dilígere.
O memoriále mortis Dómini,
Panis vivus, vitam præstans hómini,
Præsta meæ menti de te vívere,
Et te illi semper dulce sápere.
Pie pellicáne, Jesu Dómine,
Me immúndum munda tuo sánguine,
Cujus una stilla salvum fácere,
Totum mundum quit ab ómni scélere.
Jesu, quem velátum nunc aspício,
Oro fíat illud, quod tam sítio:
Ut, te reveláta cernens fácie,
Visu sim beátus tuæ glóriæ. Amen.